# Acta Mathematica
Acta Mathematica – jedno z ważniejszych naukowych czasopism matematycznych na świecie. W 2022 miało w szczególności siódmy wskaźnik SJR (SCImago Journal Rank) spośród wszystkich czasopism kategorii Mathematics (miscellaneous). 
Publikuje ono jedynie artykuły napisane w języku angielskim, francuskim lub niemieckim. Są one indeksowane i opisywane w Mathematical Reviews i zbMATH Open. Czasopismo jest kwartalnikiem (rocznie ukazują się dwa numery, oba składające się z dwóch zeszytów). Dostęp do wszystkich artykułów jest bezpłatny.

## Tematyka i komitet redakcyjny
Pismo publikuje ważne oryginalne prace badawcze bez żadnych ograniczeń tematycznych.
Redaktorem naczelnym (stan z roku 2023) jest Tobias Ekholm (Institut Mittag-Leffler i Uppsala University), a redaktorami: Hélène Esnault (University of Copenhagen), Tobias Holck Colding (Massachusetts Institute of Technology), Jesper Grodal (University of Copenhagen), Helge Holden, (Norwegian University of Science and Technology), Kurt Johansson (KTH Royal Institute of Technology) i Tuomas Hytönen (University of Helsinki). 
Decyzja o przyjęciu lub odrzuceniu manuskryptu podejmowana jest jednomyślnie przez redakcję. 

## Historia
Czasopismo zostało założone w 1882 roku przez Magnusa Gustawa Mittag-Lefflera i sponsorowane przez Królewską Szwedzką Akademię Nauk. W gronie pierwszych redaktorów byli m.in. Peter Sylow, Marius Sophus Lie i Lorenz Leonard Lindelöf.
Obecnie jego właścicielem i wydawcą jest Institut Mittag-Leffler Królewskiej Szwedzkiej Akademii Nauk. Od roku 2017 produkcją i dystrybucją zajmuje się International Press of Boston (wcześniej przez pewien czas robił to Springer).